# 신원군

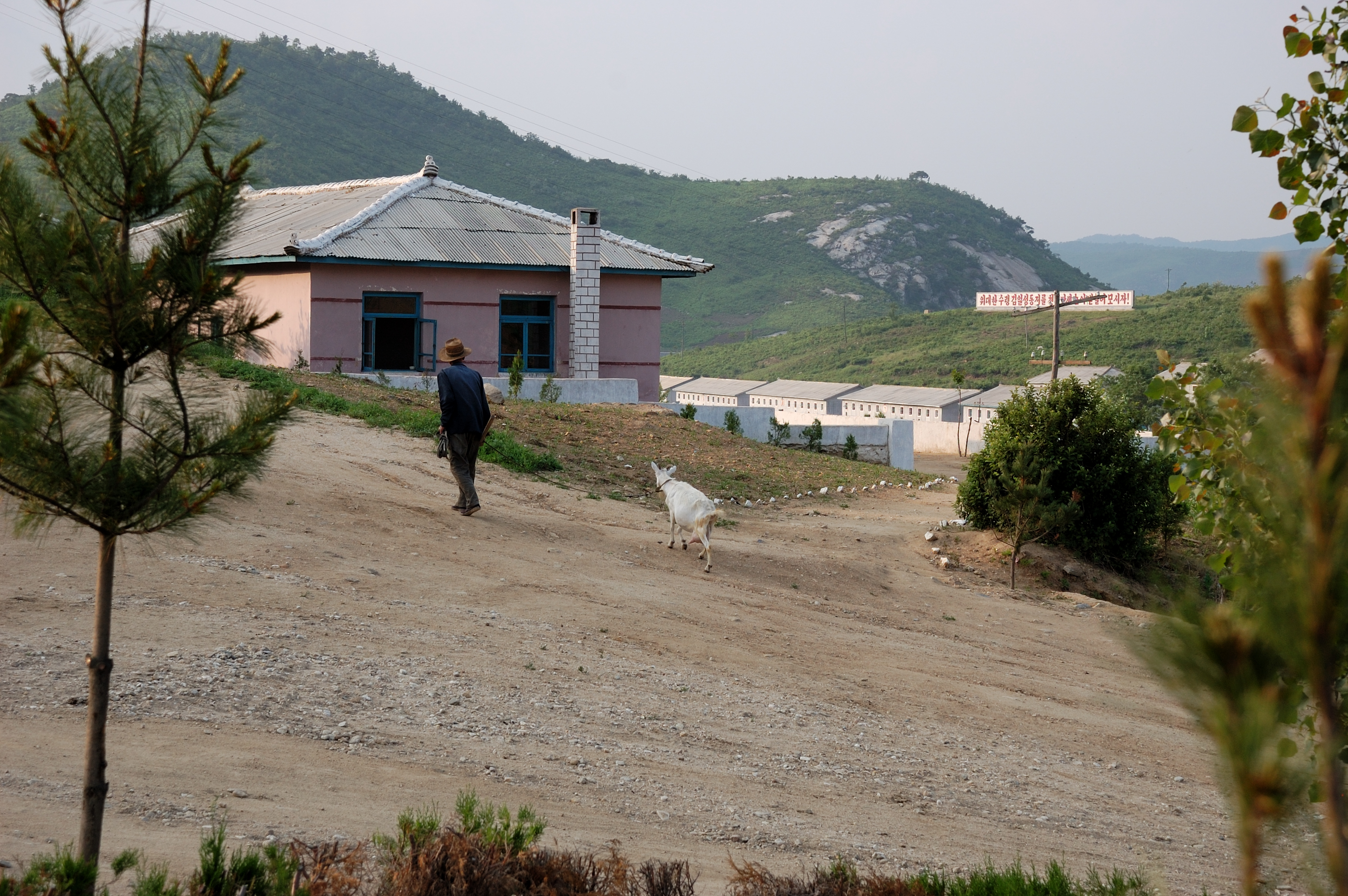
계남농장

신원군(新院郡)은 조선민주주의인민공화국의 황해남도에 속하는 군이다.

## 지리
황해남도 중남부의 내륙에 있고 북쪽으로 재령군, 서쪽으로 신천군·벽성군, 남쪽으로 해주시·청단군, 동쪽으로 황해북도 린산군·은파군과 인접한다.

## 역사
1952년의 북한의 지방 행정 구역 재편에 의해 재령군의 신원면, 하성면, 상성면, 은률면의 3개 리와 벽성군 라덕면의 7개 리, 금산면의 3개 리를 합병해 신원군(신원읍, 20개 리)을 신설했다.

## 행정 구역
1읍 1구 18리로 구성된다.
- 신원읍 (新院邑)
- 하성로동자구 (下成勞動者區)
- 검촌리 (儉村里)
- 무학리 (舞鶴里)
- 화석리 (花石里)
- 계남리 (桂南里)
- 가려리 (佳麗里)
- 백우리 (白隅里)
- 염탄리 (鹽灘里)
- 자하리 (紫霞里)
- 령월리 (靈月里)
- 신창리 (新昌里)
- 률라리 (栗羅里)
- 장금리 (長錦里)
- 수원리 (水源里)
- 청석두리 (靑石頭里)
- 운양리 (雲陽里)
- 월당리 (月堂里)
- 아양리 (峨洋里)
- 신덕리 (新德里)